# Елберта (Јута)
Елберта (енгл. Elberta) насељено је место без административног статуса у америчкој савезној држави Јута.

## Демографија
По попису из 2010. године број становника је 256, што је 22 (-7,9%) становника мање него 2000. године.
| Група             | 2000.       | 2010.       |
| Белци             | 201 (72,3%) | 173 (67,6%) |
| Афроамериканци    | 0 (0,0%)    | 0 (0,0%)    |
| Азијати           | 0 (0,0%)    | 0 (0,0%)    |
| Хиспаноамериканци | 77 (27,7%)  | 83 (32,4%)  |
| Укупно            | 278         | 256         |